# Vasil Levski
Vasil Levski (în bulgară Васил Левски, scris în trecut Василъ Лѣвскій, pronunțat [vɐˈsiɫ ˈlɛfski]), născut Vasil Ivanov Kuncev (Васил Иванов Кунчев), a fost un revoluționar și erou național al Bulgariei. Numit Apostolul Libertății, Levski a ideologizat și a elaborat strategia unei mișcări revoluționare pentru eliberarea Bulgariei de sub dominația otomană. Fondator al Organizației Revoluționare Interne⁠(d), Levski a căutat să declanșeze revolta la nivel național printr-o rețea de comitete regionale secrete.
Născut în orașul subbalcanic⁠(d) Karlovo într-o familie din clasa de mijloc, Levski a devenit călugăr ortodox înainte de a emigra și de a adera la cele două legiuni bulgare⁠(d) din Serbia și la alte grupări revoluționare bulgare. În străinătate, el a dobândit porecla Levski, „ca un leu”. După ce a lucrat ca învățător în teritoriile bulgare, și-a propagat opiniile și a dezvoltat conceptul organizației sale revoluționare activă acolo, o idee inovatoare, care a înlocuit strategiile din trecut, ale grupurilor de lobby din exil. În România, Levski a contribuit la înființarea Comitetului Revoluționar Bulgar Central⁠(d), compus din exilați bulgari. În timpul călătoriilor sale prin Bulgaria, Levski a stabilit o rețea largă de comitete insurecționare. Autoritățile otomane l-au capturat însă la un han de lângă Loveci și l-au executat prin spânzurare în Sofia.
Levski privea dincolo de actul eliberării: își imagina o republică bulgară „pură și sacră” cu egalitate etnică și religioasă⁠(d). Conceptele sale au fost descrise ca o luptă pentru drepturile omului, inspirată de liberalismul progresist al Revoluției Franceze și al societății europene occidentale din secolul al XIX-lea. Levski este comemorat cu monumente în Bulgaria și Serbia, și numeroase instituții naționale poartă numele lui. În 2007, el s-a clasat pe primul loc într-un sondaj de televiziune ce evalua cel mai mare bulgar al tuturor timpurilor.

## Context istoric
În 1396, Imperiul Bulgar medieval a încetat să mai existe, căzând sub dominație otomană⁠(d). Sistemul otoman al milletului (pe baza legii islamice Sharia) i-a transformat pe bulgari și pe alți nemusulmani în cetățeni de rangul al doilea⁠(d), iar diferențele religioase au creat antagonisme culturale insurmontabile. Dificultățile economice prin care a trecut imperiul în secolul al XIX-lea și care au determinat personificarea sa ca „omul bolnav al Europei” au însemnat că rezidenții nemusulmani ai Imperiului în declin sufereau mai mult decât supușii musulmani, iar reformele planificate de către sultani⁠(d) se confruntau cu dificultăți de netrecut.
Naționalismul bulgar a crescut treptat la mijlocul secolului al XIX-lea, odată cu apariția unei clase economico-sociale a negustorilor și meșteșugarilor bulgari, dezvoltarea educației populare cu finanțare bulgărească, lupta pentru o biserică bulgărească autonomă⁠(d) și acțiuni politice pentru formarea unui stat bulgar separat. Prima și a Doua Răscoală Sârbă au pus bazele unei Serbii autonome spre sfârșitul anilor 1810, iar Grecia a apărut ca stat independent în 1832, în urma Războiului Grec de Independență. Cu toate acestea, sprijinul pentru obținerea independenței printr-o luptă armată împotriva otomanilor nu era universal. Sentimentele revoluționare se concentrau în mare măsură în rândurile sectoarelor mai educate și urbane ale populației. Exista mai puțin sprijin  pentru o revoltă organizată în rândul țărănimii și al celor mai bogați negustori, care se temeau că represaliile otomane ar pune în pericol stabilitatea economică și marile lor proprietăți din mediul rural.

## Biografie

### Viața timpurie, educația și monahismul
Vasil Levski s-a născut Vasil Ivanov Kuncev la 18/30 iulie 1837 în orașul Karlovo, în Rumelia a Imperiului Otoman. El a primit numele unchiului din partea mamei, arhimandritul Vasili (Василий). Părinții lui Levski, Ivan Kuncev și Gina Kunceva (născută Karaivanova), proveneau dintr-o familie de clerici și meșteșugari și erau membri ai clasei de mijloc bulgărești emergente. Priceput, dar sărac meșter local, Ivan Kuncev a murit în 1844. Levski a avut doi frați mai mici, Hristo și Petăr, și o soră mai mare, Iana; o altă soră, Maria, a murit în copilărie.

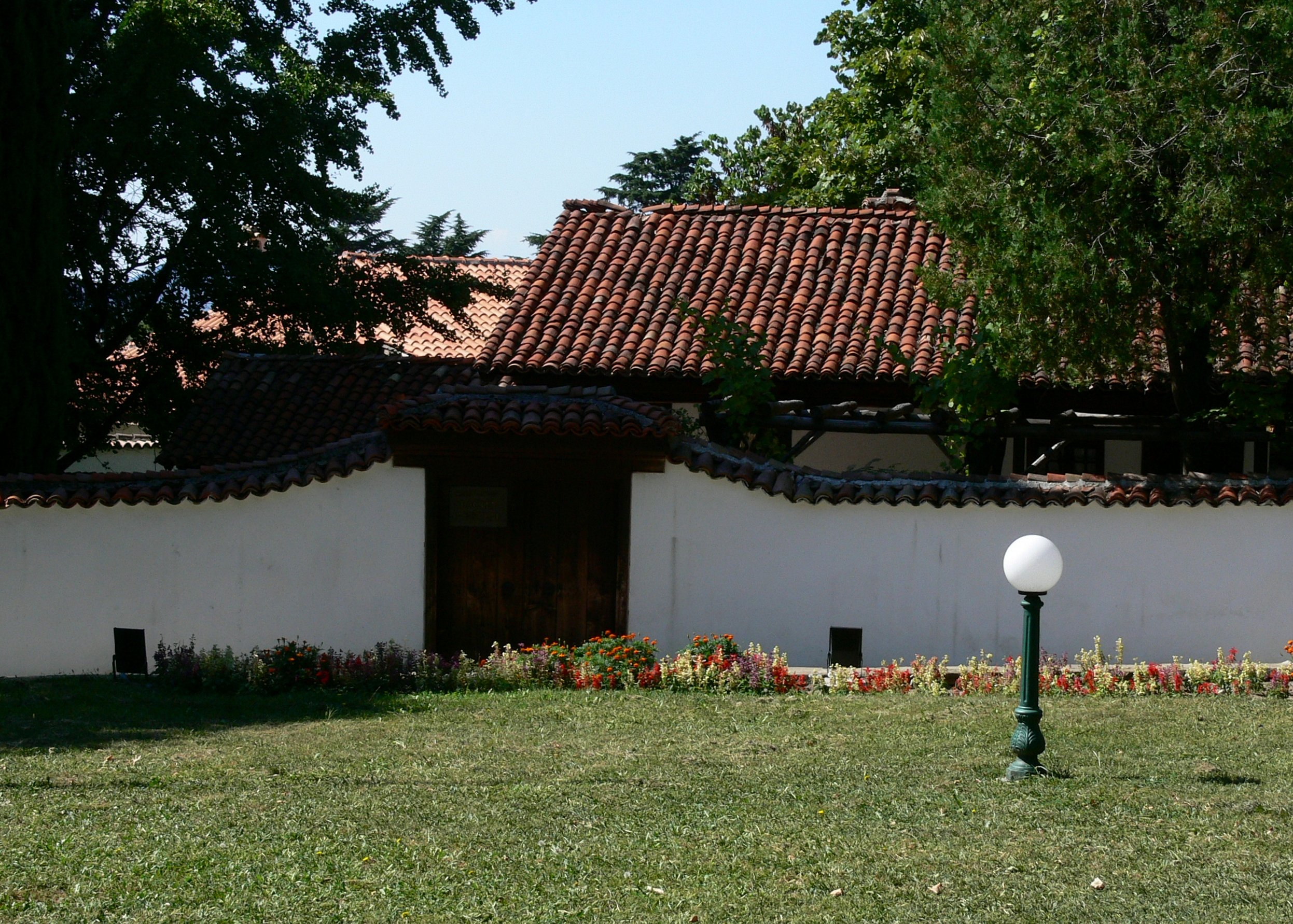
Intrarea în casa natală a lui Levski din Karlovo. Construită în secolul al XVIII-lea și reconstruită în anul 1933, este muzeu începând cu 1937.

Tovarășul său revoluționar Panaiot Hitov⁠(d) îl descria mai târziu pe adultul Levski ca fiind de înălțime medie și cu un aspect agil, suplu —cu ochi albaștri-cenușii-deschiși, păr blond, și o mustață mică. El a adăugat că Levski se abținea de la fumat și băutură. Amintirile lui Hitov despre aspectul lui Levski sunt susținute de contemporanii lui Levski, revoluționarul și scriitorul Liuben Karavelov și profesorul Ivan Furnadjiev. Singurele diferențe sunt acelea că Karavelov susținea că Levski era înalt, și nu de înălțime medie, în timp ce Furnadjiev remarca faptul că mustața lui era cafenie și ochii lui păreau verzui.
Levski a început studiile la o școală din Karlovo, studiind croitoria și tricotatul ca ucenic al unui meșter local. În 1855, unchiul Vasili—arhimandritul, emisar al mănăstirii Hilandar—l-a luat la Stara Zagora, unde l-a dat la școală și l-a angajat ca servitor. După aceea, Levski a mers la un curs de formare pentru cler. Pe 7 decembrie 1858, el a devenit călugăr ortodox în mănăstirea Sopot sub numele religios de Ignațiu (Игнатий, Ignati) și a fost promovat în 1859 la rangul de ierodiacon, ceea ce mai târziu a inspirat una dintre poreclele lui Levski, Diaconul (Дякона, Deakona).

### Prima Legiune Bulgară și munca de educație
Inspirat de ideile revoluționare ale lui Gheorghi Sava Rakovski, Levski a plecat în capitala sârbă Belgrad în primăvara lui 1862. În Belgrad, Rakovski aduna Prima Legiune Bulgară⁠(d), un detașament format din voluntari și revoluționari ce doreau răsturnarea dominației otomane. Abandonându-și slujba de călugăr, Levski s-a înrolat ca voluntar. La acea dată, relațiile dintre sârbi și suzeranii otomani erau tensionate. În timpul bătăliei de la Belgrad, în care forțele turcești au intrat în oraș, Levski și Legiunea s-au distins în luptele care au dus la îndepărtarea acestora.
Alte conflicte militare din Belgrad au fost în cele din urmă rezolvate pe cale diplomatică, iar Prima Legiune Bulgară a fost desființată sub presiune otomană la 12 septembrie 1862. Curajul său în timpul instrucției și luptelor i-au adus porecla „Levski” („ca un leu”). După desființarea legiunii, Levski s-a alăturat detașamentului lui Ilio Voivoda de la Kragujevac, dar a revenit la Rakovski la Belgrad, după ce s-a convins că planurile lui Ilio de a invada Bulgaria nu erau reușite.

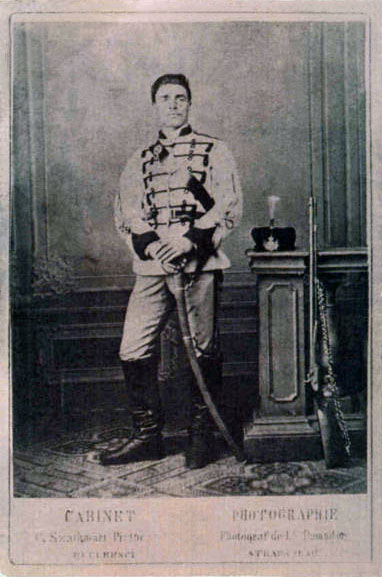
Levski într-o uniformă a Primei Legiuni Bulgare

În primăvara anului 1863, Levski a revenit în teritoriile bulgare, după o scurtă ședere în România. Unchiul lui, Vasili, l-a raportat ca rebel autorităților Otomane, iar Levski a fost închis în Plovdiv pentru trei luni, dar a fost eliberat datorită ajutorului medicului R. Petrov și al viceconsulului rus Naiden Gherov⁠(d). De Paștele lui 1864, Levski a renunțat oficial la poziția sa religioasă. Din mai 1864 până în martie 1866, a lucrat ca învățător în Voineagovo, lângă Karlovo; acolo, el a sprijinit și a adăpostit bulgari persecutați și grupuri patriotice organizate din rândul populației. Activitatea sa a provocat suspiciuni în rândul autorităților otomane, și el a fost nevoit să se mute. Din primăvara anului 1866 până în primăvara lui 1867, a predat în Enikoy și Kongas, două sate din Dobrogea de Nord de lângă Tulcea.

### Detașamentul lui Hitov și a Doua Legiune Bulgară
În noiembrie 1866, Levski l-a vizitat pe Rakovski la Iași. Două grupări revoluționare conduse de Panaiot Hitov și Filip Totiu⁠(d) incitau diaspora bulgară din România să invadeze Bulgaria și să organizeze rezistența antiotomană. La recomandarea lui Rakovski, Vasil Levski a fost selectat ca port-drapel⁠(d) al detașamentului lui Hitov. În aprilie 1867, trupele au trecut Dunărea la Turtucaia, au înaintat prin regiunea Ludogoria⁠(d) și au ajuns la Munții Balcani. După câteva ciocniri minore, gruparea a fugit în Serbia prin Pirot în luna august.

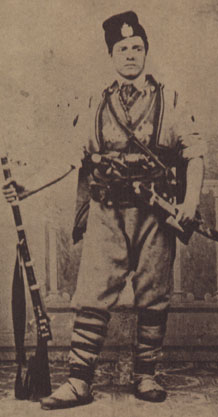
Levski ca al detașamentului armat al lui

În Serbia, guvernul era din nou favorabil aspirațiilor revoluționarilor bulgari și le-a permis să înființeze la Belgrad a Doua Legiune Bulgară, o organizație similară cu predecesoarea sa și cu aceleași obiective. Levski a fost un membru proeminent al Legiunii, dar, între februarie și aprilie 1868, a suferit de o boală gastrică ce a necesitat intervenție chirurgicală. Țintuit la pat, el nu a putut participa la instrucția Legiunii. După ce Legiunea a fost din nou desființată sub presiune politică, Levski a încercat să se reunească cu compatrioții săi, dar a fost arestat la Zaječar și încarcerat pentru scurt timp. După eliberarea sa, el a mers din nou în România, unde Hadji Dimităr și Stefan Karadja mobilizau detașamente revoluționare. Pentru diverse motive, inclusiv probleme cu stomacul și diferende pe teme strategice, Levski nu a participat. În iarna anului 1868, el a făcut cunoștință cu poetul și revoluționarul Hristo Botev și a trăit împreună cu el într-o moară de vânt abandonată de lângă București.

### Călătoriile în Bulgaria și activitatea din România
Respingând strategia detașamentelor de emigranți în favoarea propagandei interne, Levski a efectuat prima sa călătorie prin teritoriile bulgărești pentru a angaja toate straturile societății bulgare într-o revoluție de succes. La 11 decembrie 1868, el a călătorit cu vaporul de la Turnu Măgurele la Istanbul, punctul de plecare pentru o călătorie care a durat până în 24 februarie 1869, când Levski a revenit în România. În această misiune de tatonare și recunoaștere, se crede că Levski a vizitat Plovdiv, Peruștița, Karlovo, Sopot, Kazanlăk, Sliven, Tărnovo, Loveci, Plevna și Nikopol, stabilind legături cu patrioții locali.
După o ședere de două luni în București, Vasil Levski a revenit în Bulgaria, pentru o a doua călătorie, de la 1 mai la 26 august 1869. De această dată, el a adus proclamații tipărite în România de omul politic Ivan Kasabov. Ei l-au legitimizat pe Levski ca reprezentant al unui guvern provizoriu bulgar. Vasil Levski a mers la Nikopol, Plevna, Karlovo, Plovdiv, Pazardjik, Peruștița, Stara Zagora, Cirpan, Sliven, Loveci, Tărnovo, Gabrovo, Sevlievo și Treavna. Potrivit unor istorici, Levski și-a înființat primele comitete secrete în timpul acestei călătorii, dar aceste ipoteze se bazează pe date incerte.

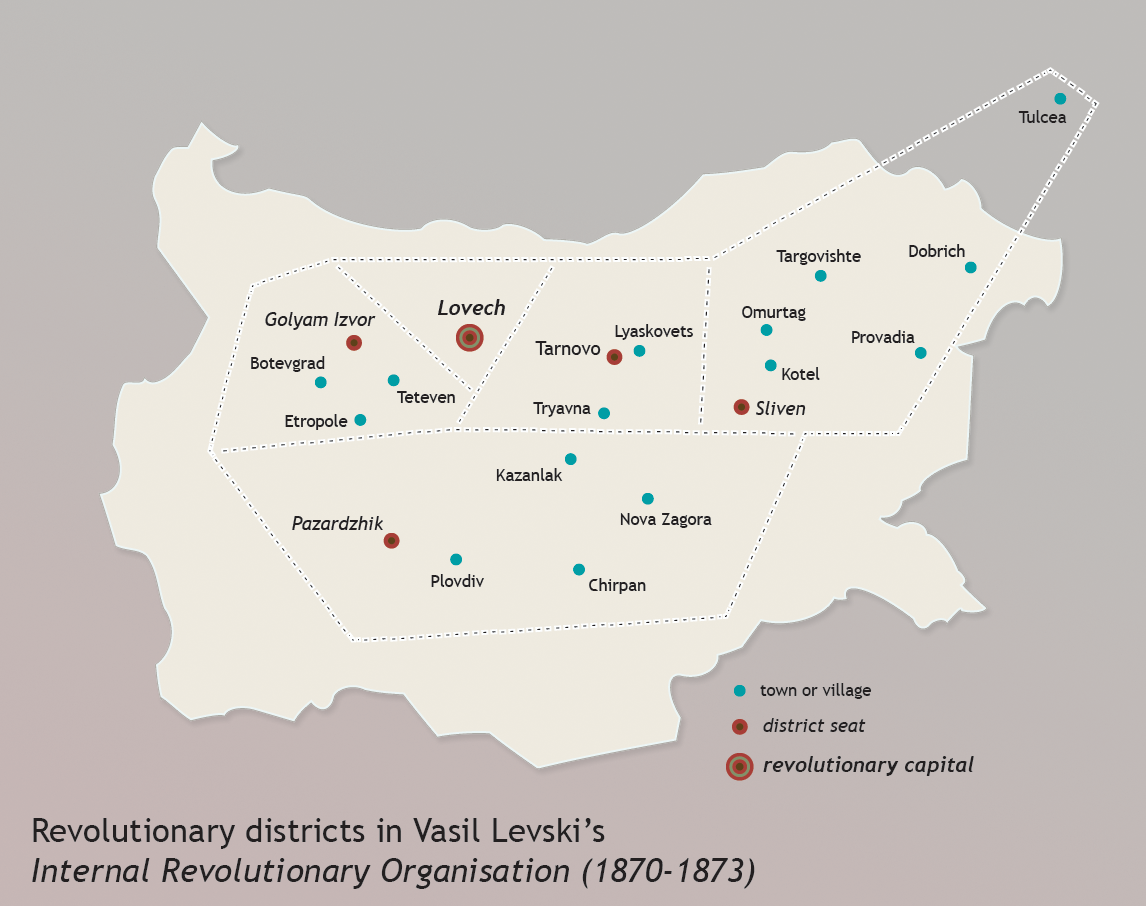
Harta districtelor revoluționare ale Organizației Revoluționare Interne a lui Vasil Levski

De la sfârșitul lunii august 1869 până în mai anul următor, Levski a activat în capitala României, București. El a fost în contact cu scriitorul și jurnalistul revoluționar Liuben Karavelov, a căror participare la fondarea Societății Literare Bulgare⁠(d) a aprobat-o Levski în scris. Publicațiile lui Karavelov au adunat mai mulți adepți și au condus la fondarea Comitetului Central Revoluționar Bulgar (CCRB), o organizație centralizată a diasporei revoluționare care îl avea pe Levski ca membru fondator și redactor al statutului. Necăzând de acord cu ceilalți membri cu privire la planuri, Levski a plecat din București în primăvara anului 1870 și a început să pună în acțiune conceptul său de rețea revoluționară  internă.

### Crearea Organizației Revoluționare Interne
În ciuda insuficientei documentări a activităților lui  Levski din 1870, este cunoscut faptul că el a petrecut un an și jumătate instituind o largă rețea de comitete secrete în orașele și satele bulgărești. Rețeaua, Organizația Revoluționară Internă⁠(d) (ORI), a fost centrată în jurul Comitetului Central din Loveci, numit și „CCRB din Bulgaria”, sau „guvernul provizoriu”. Scopul comitetului era să se pregătească pentru o răscoală coordonată. Rețeaua de comitete a fost cea mai densă în regiunile din centrul Bulgariei, în special în jurul orașelor Sofia, Plovdiv, Stara Zagora. Comitete revoluționare s-au înființat și în unele părți din Macedonia, Dobrogea și Strandja și în jurul centrelor urbane mai periferice Kiustendil, Vrața și Vidin. Comitetele ORI au achiziționat armament și au organizat detașamente de voluntari. Potrivit unui studiu, organizarea avea peste 1.000 de membri la începutul anilor 1870. Majoritatea membrilor erau intelectuali și negustori, dar erau reprezentate toate clasele societății bulgare.
Calitatea de membru al ORI se obținea în secret: ritualul de inițiere implica un jurământ de credință⁠(d) oficial, pe Evanghelie sau pe o cruce creștină, un pistol și un cuțit; trădarea era pedepsită cu moartea, iar poliția secretă monitoriza activitatea fiecărui membru. Prin canalele clandestine ale unor oameni de încredere, s-au menținut relațiile cu comunitatea revoluționară din diaspora. Corespondența internă folosea criptare, semne convenționale, și nume false de persoane și comitete. Deși Levski însuși conducea organizația, el a împărțit responsabilitățile administrative cu adjuncții săi, cum ar fi călugărul devenit revoluționar Matei Preobrajenski⁠(d), aventurosul, Dimităr Obști⁠(d), și tânărul Anghel Kăncev⁠(d).

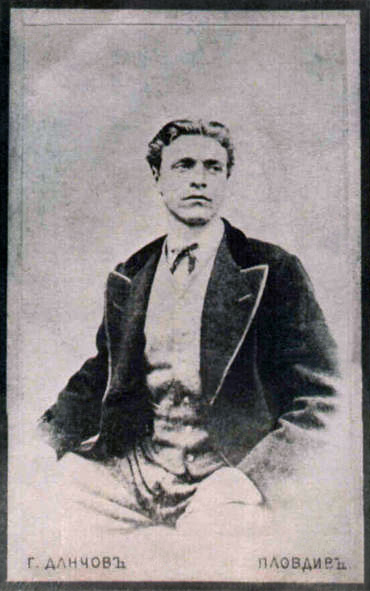
Vasil Levski, la momentul creării rețelei sale revoluționare interne

Înființarea de către Levski a Organizației Revoluționare interne este înconjurată de povești apocrife, anecdotice și semilegendare. Persecutat de către autoritățile otomane care ofereau 500 de lire turcești pentru moartea lui și 1000 pentru capturarea lui, Levski a recurs la deghizări pentru a se sustrage de la arestare în timpul călătoriilor sale. De exemplu, se știe că și-a vopsit părul și a purtat diverse costume naționale. În toamna anului 1871, Levski și Anghel Kăncev au publicat Instruirea celor ce Muncesc pentru Eliberarea Poporului Bulgar, un proiect de statut pentru CCRB care conținea secțiuni ideologice, organizatorice și penale. A fost trimis la comitetele locale și comunitatea din diaspora pentru discuții. Experiența politică și organizatorică pe care Levski a acumulat-o este evidentă din corespondența ce datează din 1871 și 1872; în timp, opiniile sale cu privire la revoluție se maturizaseră în mod cert.
Cum ORI se extindea, ea și-a coordonat activitățile mai mult cu sediul de la București al CCRB. La inițiativa lui Levski, o adunare generală a fost numită între 29 aprilie și 4 mai 1872. La adunare, delegații au aprobat un program și un statut, l-au ales pe Liuben Karavelov ca lider al organizației și l-au autorizat pe Levski ca reprezentant legitim al ramurii executive a CCRB  în teritoriul bulgar. După ce a participat la adunare, Levski a revenit în Bulgaria și a reorganizat structura internă a ORI în conformitate cu recomandările CCRB. Astfel, Comitetul Central din Loveci a fost redus la un comitetul local obișnuit, și s-au înființat primele centre revoluționare la nivel de regiune. Lipsa de fonduri a împins însă organizația într-o criză, și hotărârile individuale ale lui Levski pe teme importante, strategice și tactice, erau fost din ce în ce mai mult puse la îndoială.

### Capturarea și execuția
În această situație, asistentul lui Levski, Dimităr Obști, a jefuit un convoi poștal otoman în trecătoare Arabakonak⁠(d) la 22 septembrie 1872, fără aprobarea lui Levski sau a conducerii mișcării. Deși jaful a reușit și a adus ORI 125.000 de groschen, Obști și ceilalți autori au fost arestați în curând. Ancheta preliminară și procesul au dezvăluit dimensiunea organizației revoluționare și relațiile sale strânse cu CCRB. Obști și ceilalți deținuți au dat mărturisiri complete și au dezvăluit rolul de lider al lui Levski.

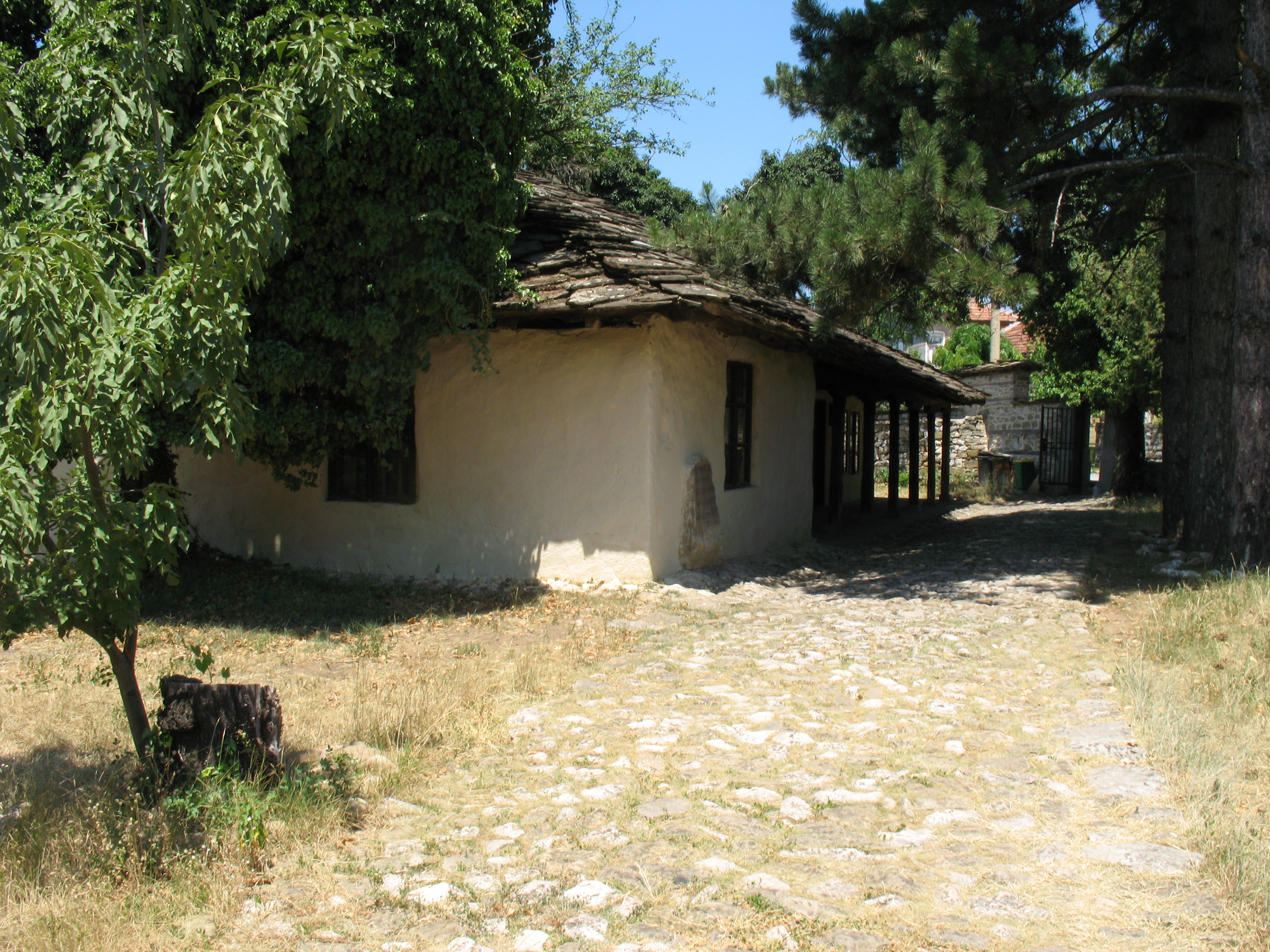
Hanul Kăkrina, unde Levski a fost capturat de autoritățile otomane la sfârșitul lunii decembrie 1872

Realizând că este în pericol, Levski a hotărât să fugă în România, unde să se întâlnească cu Karavelov și să discute despre aceste evenimente. Mai întâi, însă, el trebuia să ia documente importante din arhiva comitetului din Loveci, care ar fi constituit probe importante dacă ar fi căzut în mâinile otomanilor. El a tras la un han din satul din apropiere Kăkrina, unde a fost surprins și arestat în dimineața zilei de 27 decembrie 1872. Începând cu scrierile lui Liuben Karavelov, cea mai larg acceptată versiune a fost că un preot pe nume Krastio Nikiforov l-a trădat pe Levski la poliție. Această teorie a fost contestată de cercetătorii Ivan Panciovski și Vasil Boianov pentru lipsă de dovezi.
Luat inițial la Tărnovo pentru interogatoriu, Levski a fost trimis la Sofia pe 4 ianuarie. Acolo, el a fost dus la proces. Deși și-a recunoscut identitatea, el nu a dezvăluit nimic despre complicii săi sau detalii legate de organizație, asumându-și pe deplin responsabilitatea. Autoritățile otomane l-au condamnat pe Levski la moarte prin spânzurare. Sentința a fost executată pe 6/18 februarie 1873 la Sofia, unde se află astăzi monumentul lui Vasil Levski⁠(d). Locul mormântului lui Levski nu este cunoscut, dar în anii 1980, scriitorul Nikolai Haitov⁠(d) susținea că acesta este biserica Sf. Petka a Șelarilor, ipoteză pe care Academia Bulgară de Științe a admis-o ca posibilă, dar neverificabilă.
Moartea lui Levski a intensificat criza din mișcarea revoluționară bulgară și majoritatea comitetelor ORI s-au dezintegrat. Cu toate acestea, la cinci ani după spânzurarea sa, Războiul Ruso-Turc din 1877-1878 a adus eliberarea Bulgariei de sub dominația otomană, în urma Răscoalei din Aprilie din 1876. Tratatul de la San Stefano din 3 martie 1878 a stabilit statul bulgar ca Principat autonom sub suzeranitatea de jure a Imperiului Otoman.

## Teoria și ideile revoluționare
La sfârșitul anului 1860, Levski a dezvoltat o teorie revoluționară care vedea mișcarea de eliberare bulgară ca o revoltă armată a tuturor bulgarilor din Imperiul Otoman. Insurecția urma să fie pregătită, controlată și coordonată la nivel intern de către o organizație revoluționară centrală, care să includă și comitete revoluționare  locale în toate părțile Bulgariei și funcționând independent de orice factori externi. Teoria lui Levski a dus la eșecuri repetate de a pune în aplicare ideile lui Rakovski în mod eficient, cum ar fi utilizarea de „cete” (чети, ceti) armate aflate în afara granițelor Imperiului pentru a provoca o revoltă generală. Ideea lui Levski de revolutie cu totul independentă, nu se bucura nici de aprobarea întregii populații—în fapt, el a fost singurul revoluționar bulgar proeminent care a susținut-o. În schimb, mulți considerau că o intervenție a marilor puteri este o soluție mai fezabilă.

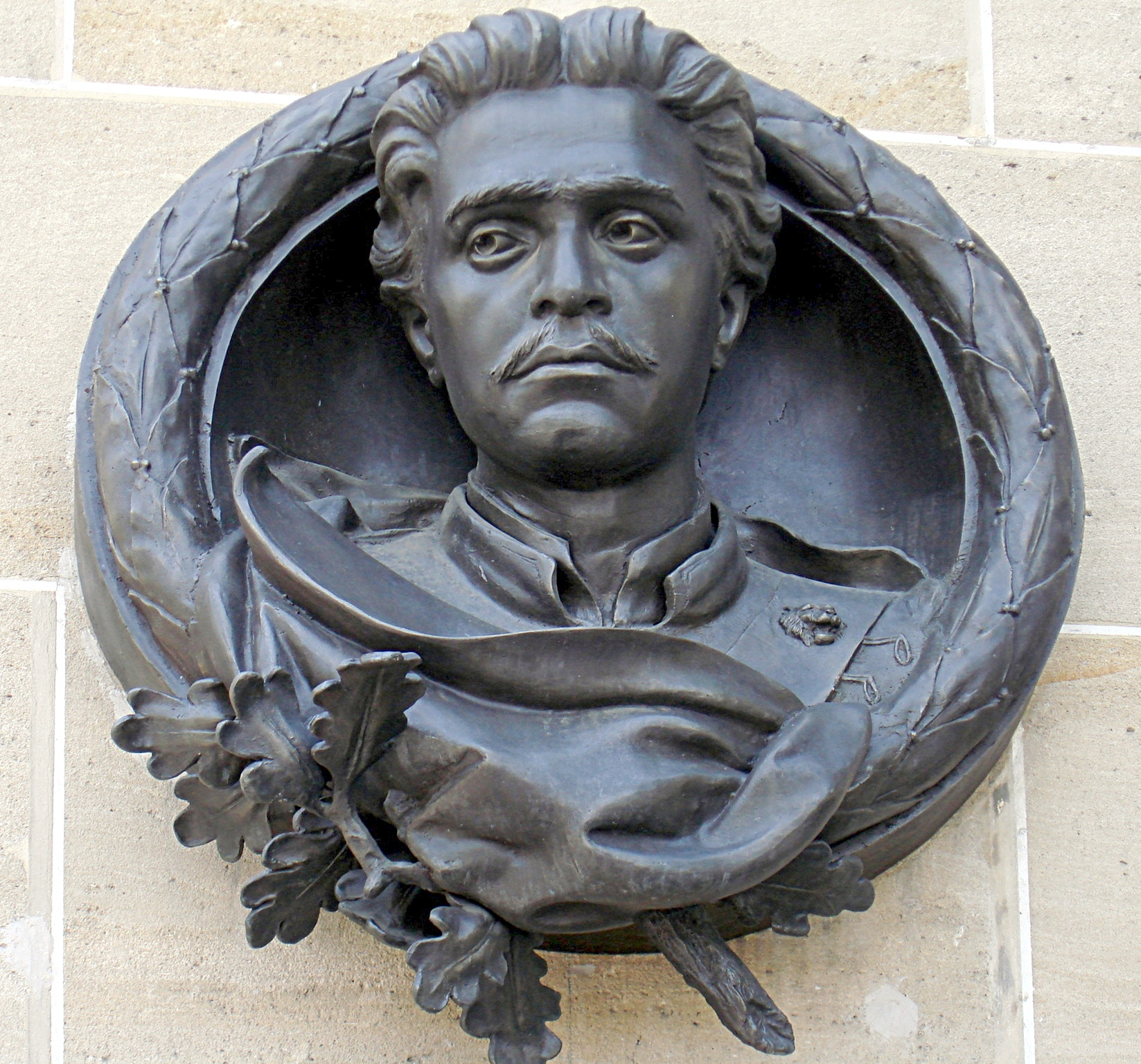
Basorelief cu Vasil Levski la ambasada Bulgariei la Paris

Levski își imagina Bulgaria ca o republică democratică,  găsind ocazional puncte comune cu Declarația Drepturilor Omului și Cetățeanului, și reflecta, în mare măsură, ideile liberale ale Revoluției Franceze și societatea occidentală contemporană. El spunea: „vom fi liberi cu totul acolo unde trăiește bulgarul: în Bulgaria, Tracia, Macedonia; oamenii din orice popor ce trăiesc în acest paradis al nostru vor fi egali în drepturi cu bulgarii. Vom avea un drapel pe care va scrie «Sfânta și pura republică»... Este timpul ca, printr-o singură faptă, să realizăm ceea ce căutau frații noștri francezi...” Levski considera că toate grupurile religioase și etnice dintr-o Bulgarie liberă—fie ei bulgari, turci, evrei sau alții—ar trebui să se bucure de drepturi egale⁠(d). El a reiterat faptul că revoluționarii  bulgari luptă împotriva guvernului sultanului, nu împotriva poporului turc și religiei lor: „nu îndepărtăm poporul turc și nici credința lui, ci doar împăratul și legile sale (într-un cuvânt, guvernul turc), care domnește cu barbarie nu numai peste noi, ci și peste turci.”
Levski era pregătit să-și sacrifice viața pentru revoluție și punea Bulgaria și poporul bulgar mai presus de interesele sale personale: „Dacă voi învinge, voi câștiga pentru întregul popor. Dacă voi pierde, voi pierde doar pentru mine.” Într-o Bulgarie eliberată, el nu se imagina ca lider național sau oficial de rang înalt: „Ne dorim să vedem o patrie liberă și [apoi] aș putea primi și porunca să pasc rațe, nu-i așa?” În spiritul lui Garibaldi, Levski dorea să ajute și alte popoarelor asuprite din lume în eliberarea lor după ce Bulgaria avea să fie restabilită. El a pledat pentru „răspundere strictă și regulată” în organizația revoluționară, și nu tolera corupția.

## Comemorarea
Plângi! Căci lângă orașul Sofia,

am văzut înălțat negru scafald,

Și singurul tău fiu, Bulgarie,

Atârnă în el cu înfiorătoare putere.  

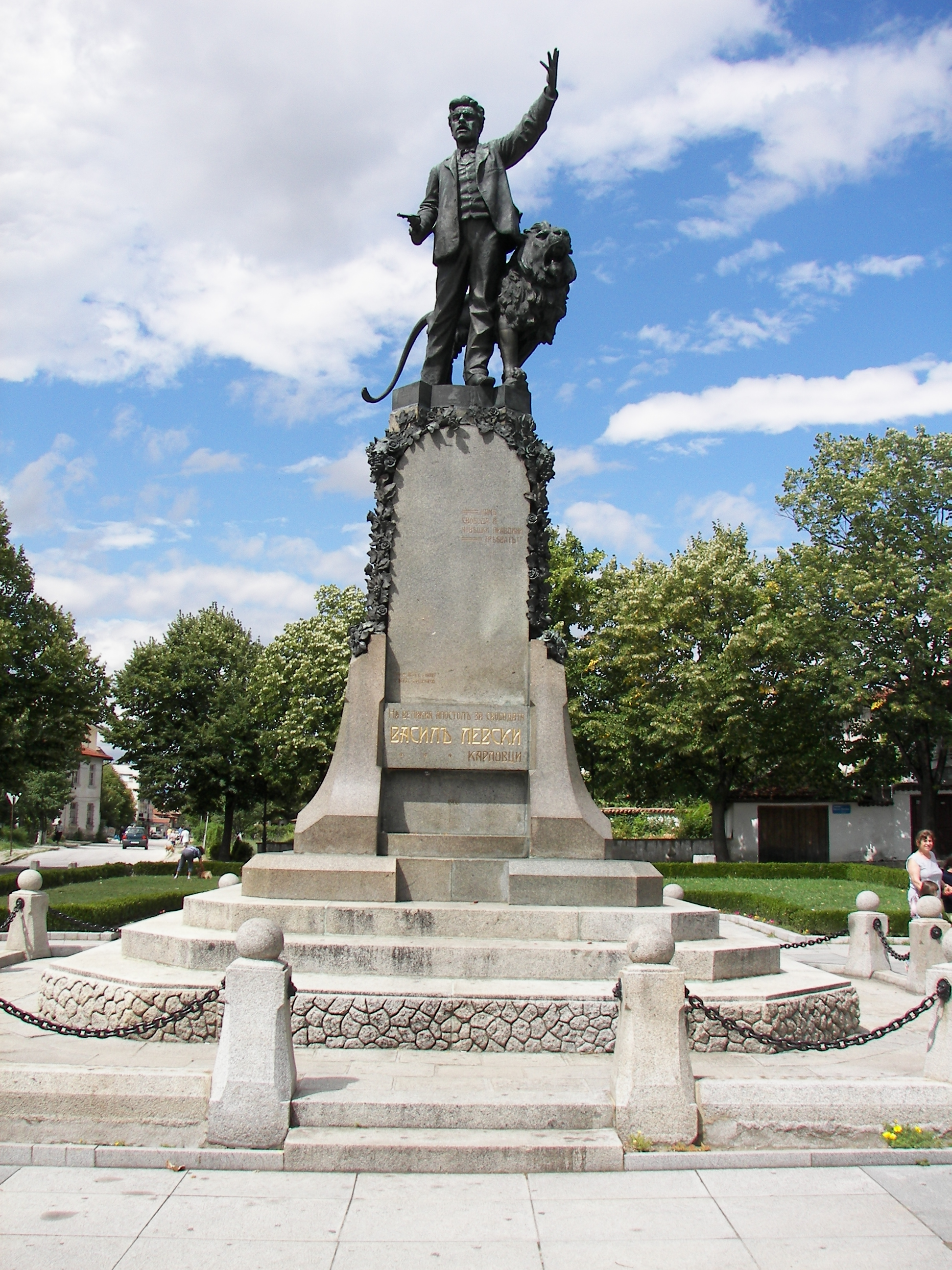
Monumentul Levski în orașul său natal, Karlovo

În orașe și sate din Bulgaria, contribuțiile lui Levski la mișcarea de eliberare sunt comemorate cu numeroase monumente, și multe străzi poartă numele lui. Monumente în cinstea lui Levski există și în afara Bulgariei—la Belgrad, Serbia, la Dimitrovgrad, Serbia, Parcani, în Transnistria, Republica Moldova, la București, în România, la Paris, Franța, Washington, D.C., Statele Unite, și în Buenos Aires, Argentina. Sunt amenajate trei muzee dedicate lui Levski: unul în Karlovo, unul în Loveci și unul în Kakrina. Monumentul lui Vasil Levski⁠(d) din Sofia a fost ridicat pe locul execuției.

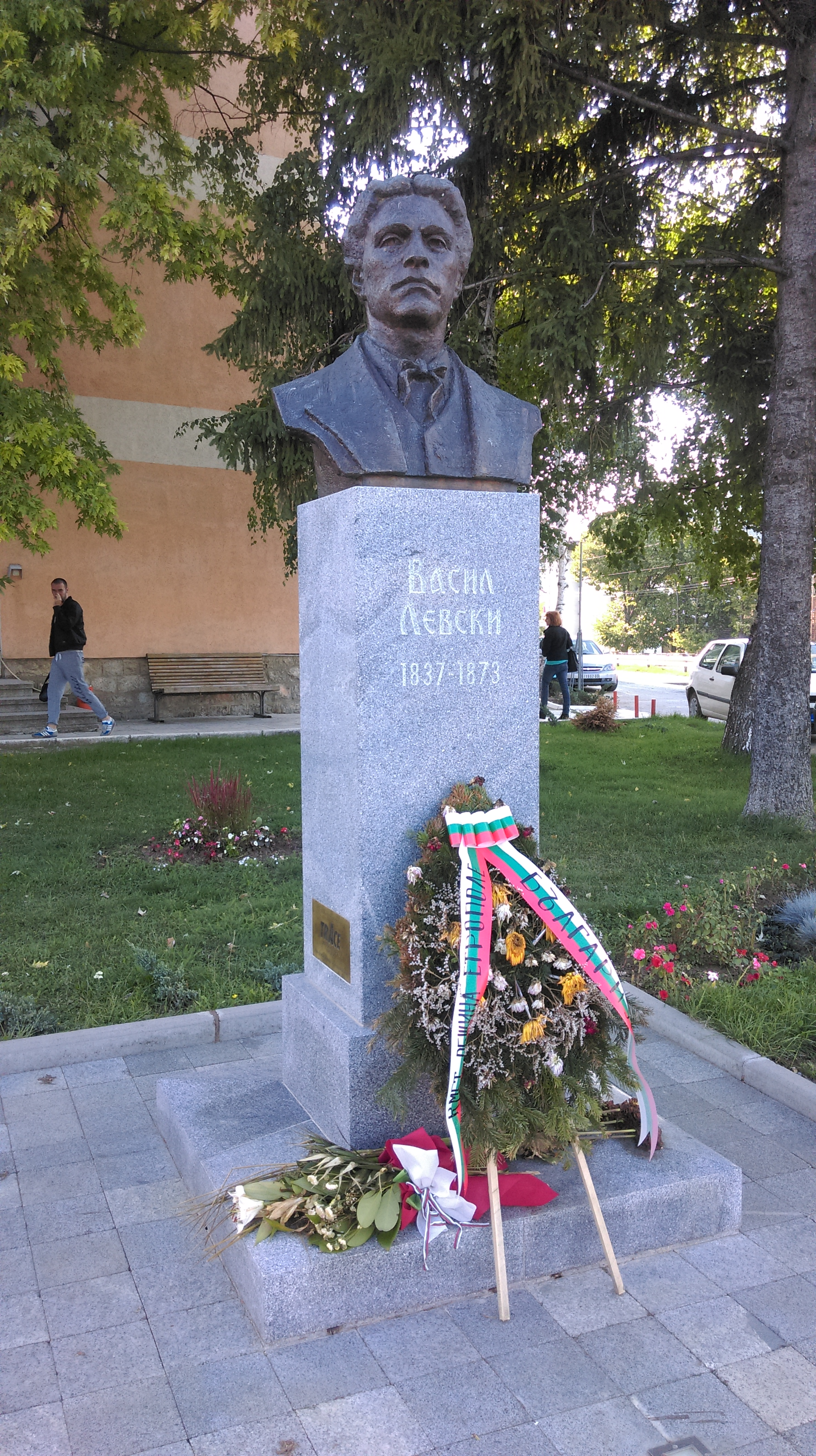
Monumentul lui Vasil Levski din Dimitrovgrad, Serbia

Mai multe instituții din Bulgaria au fost numite în cinstea lui Vasil Levski; între acestea se numără clubul de fotbal PFC Levski Sofia, Academia Națională de Educație Fizică Vasil Levski⁠(d) și Universitatea Militară Națională Vasil Levski⁠(d). Stadionul național poartă numele de Stadionul Național Vasil Levski. Bancnota de 1000 leva aflată în circulație între 1994 și 1999, îl reprezenta pe Levski pe avers și pe monumentul său din Sofia pe revers. Orașul Levski și șase sate din întreaga țară au fost și ele numite în onoarea lui. Comisia Toponimică a Antarcticii pentru Bulgaria⁠(d) a numit o creastă și un munte din Antarctica de pe Insula Livingston din Insulele Shetland de Sud⁠(d) Creasta Levski⁠(d) și, respectiv, Vârful Levski⁠(d).
Viața lui Vasil Levski a fost pe larg prezentată în literatura bulgară⁠(d) și în cultura populară. Poetul și revoluționarul Hristo Botev a dedicat ultima sa lucrare lui Levski, „Spânzurarea lui Vasil Levski”. Poezia, o elegie, a fost scrisă probabil la sfârșitul lui 1875. Prozatorul și poetul Ivan Vazov i-a dedicat  revoluționarului o odă. Intitulată eponim „Levski”, ea a fost publicat ca parte a ciclului Epopeea celor uitați⁠(d). Levski a inspirat și lucrări ale scriitorilor Hristo Smirnenski⁠(d) și Nikolai Haitov, printre alții. Cântece dedicate lui Levski pot fi găsite și în tradiția folclorică a Macedoniei. În februarie 2007, un sondaj național realizat ca parte a show-ului de televiziune Velikite bălgari („Mari bulgari”), după modelul 100 Greatest Britons, l-a numit pe Vasil Levski cel mai mare bulgar din toate timpurile.
Au existat propuneri de sanctificare a lui Vasil Levski ca sfânt al Bisericii Ortodoxe Bulgare. Cu toate acestea, istoricul Stefan Ciureșki a subliniat faptul că, deși viața post-monahală a lui Levski a fost una de martir, ea este incompatibilă cu conceptul ortodox de sfințenie. Ciureșki face referire la corespondența lui Levski, care arată că el îi amenința cu moartea pe bulgarii bogați (чорбаджии, ciorbadjii⁠(d)) și pe trădători, aproba furtul de la cei bogați pentru scopurile revoluționare pragmatice și a renunțat voluntar la funcția religioasă pentru a se dedica luptei laice pentru eliberare.
Spânzurarea lui Vasil Levski este comemorată anual în Bulgaria la 19 februarie în loc de 18 februarie, din cauza calculului eronat al datelor din calendarul iulian după ce Bulgaria a adoptat calendarul gregorian în 1916. Deși locația mormântului lui Levski nu a fost determinată, o parte din părul lui este expus la Muzeul National de Istorie Militară⁠(d). După Levski a renunțat la monahism în 1863, el și-a ras părul, pe care l-au păstrat apoi mama și mai târziu, sora lui, Iana. Obiectele personale ale lui Levski—cum ar fi  crucea creștină de argint, vasul de apă de aramă, revolverul Gasser, de fabricație austro–ungară din 1869, și cătușele din închisoarea din Sofia—sunt, de asemenea, expuse în muzeul de istorie militară, în timp ce sabia lui Levski poate fi văzută în muzeul regional din Loveci.

## Completări
1. ↑  Numele de botez se transliterează și Vassil
2. ↑  Numele de familie transliterat în diverse alte alfabete latine ca Kunčev, Kountchev, Kuntchev, etc.